# Wettbewerbsmanagement

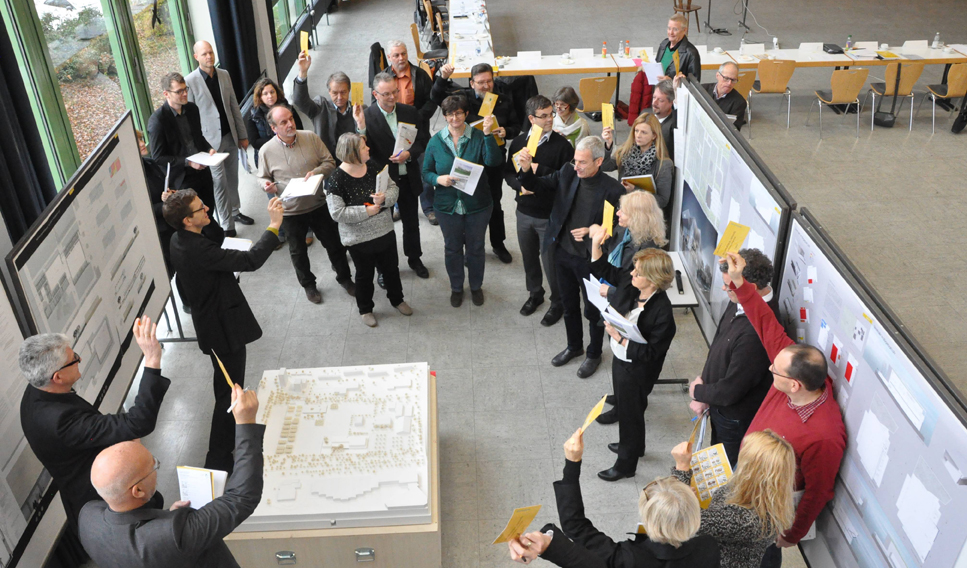
Sitzung eines Preisgerichts im Rahmen eines Architekturwettbewerbs in Lahr

Wettbewerbsmanagement ist die Tätigkeit der Vorbereitung, Durchführung und Dokumentation von Wettbewerbsverfahren im Planungsbereich, also von Wettbewerben für Projekte in den Disziplinen der Architektur, des Städtebaus oder der Landschaftsarchitektur, aber auch für Kunst, Kunst am Bau, Ingenieurbauwerke oder Produktdesign. Die Anbieter dieser Leistungen firmieren als Wettbewerbsmanager oder auch Wettbewerbsbetreuer, Verfahrensbetreuer, Verfahrensorganisator bzw. im Englischen z. B. Competition Advisor, Competition Organizer oder Professional and Technical Advisor (UIA Guide, Art. 9 and Annex.).
Der Wettbewerbsmanager ist der „Architekt der ersten Phase“. Insofern beinhaltet die Tätigkeit zunächst reguläre Aufgaben jedes Planers in der Startphase eines Projekts. So unterstützt der Wettbewerbsmanager, wie jeder andere in dieser Phase beauftragte Architekt bzw. der Stadtplaner, den Bauherrn bei der Klärung, Beschreibung und Abstimmung der Grundlagen des Projektes. Im Unterschied zum Regelfall einer Direktbeauftragung eines Planers für die gesamte Planung bildet diese Grundlagenermittlung dann einen Teil der Auslobungsunterlagen eines darauf folgenden, vom Wettbewerbsmanager betreuten Wettbewerbs. Darin umfasst die Tätigkeit des Wettbewerbsmanagers wiederum vielfältige begleitende Leistungen zur Organisation, Moderation und Steuerung sowie Dokumentation des Wettbewerbsverfahrens. In Abhängig von der Art und Größe des Projekts beinhaltet diese Phase, und damit auch die Tätigkeit des Wettbewerbsmanagers, in mehr oder weniger großem Umfang auch die strategische Beratung bei der inhaltlichen, politischen, ökonomischen und genehmigungsrechtlichen Etablierung des Projektes in Zusammenarbeit mit Nutzervertretern, den Verwaltungen und/oder anderen Interessenvertretern – z. B. Nachbarn, Bürgern, Mitarbeitervertretung.

## Bedeutung
Gegenstand des ersten Planungsschrittes sind die Analyse des Bedarfs, die Feststellung der örtlichen Bedingungen sowie der Vorentwurf. In den nachfolgenden Schritten folgen die weitere Ausarbeitung des Entwurfs, die baukonstruktive und die technische Planung, die Vergabe der Bauaufträge und der Bau selbst. Mit fortschreitender Entwicklung des Projektes nehmen die Möglichkeiten kontinuierlich ab, das Projekt zu optimieren, sei es um Kosten zu sparen, oder um dessen Qualität zu verbessern.
Die Bedeutung begründet sich mit der Dimension der in dieser Phase zu treffenden Grundsatzentscheidungen – über das Projekt selbst, z. B. über den Standort, die Größe und Funktion, aber auch über die Zusammensetzung des Projektteams. Diese Entscheidungen gilt es optimal vorzubereiten und zu treffen. Es geht darum, alle für den Planungsprozess erforderlichen Fachleute und Interessenvertreter Schritt für Schritt an einen „Runden Tisch“ zu bringen. Und oftmals auch darum, die ökonomischen und politischen Rahmenbedingungen für ein erfolgreiches Projekt erst zu schaffen – sowohl intern, das heißt beim Bauherrn, als auch extern, bei der Kommune oder der Stadt, bei den Finanzierungspartnern und in der Öffentlichkeit.
Somit ist die erste Planungsphase von besonderer Relevanz für den nachhaltigen Erfolg eines Projekts – mit dem Ziel gestalterischer, funktionaler und ökonomischer Qualität.

## Qualifikation
Es sind in der Regel Architekten und Stadtplaner sowie Projektsteuerungsfirmen die sich auf Beratungs- und Managementleistungen in diesem Leistungssegment spezialisiert haben. Einige der einschlägigen Richtlinien für die Durchführung von Wettbewerben beinhalten Aussagen zur Mindestqualifikation dahingehend, dass der Wettbewerbsmanager mindestens die Qualifikation der Wettbewerbsteilnehmer haben muss. (UIA Guide, Art. 9: „… preferably an architect …“, RPW 2018 § 2 Abs. 5: „… Sie haben die fachliche Qualifikation der Teilnehmer. Fachkundige Auslober können die Wettbewerbsbetreuung auch selbst erbringen.“).
Der Wettbewerbsmanager agiert auf der Hierarchieebene, auf der auch die Entscheidungsträger seitens des Auslobers und die am Wettbewerb teilnehmenden Architekten und Planer agieren. Dies bedeutet nicht nur, dass die fachlichen und persönlichen Qualifikationen des Wettbewerbsmanagers das volle Verständnis für alle Aspekte des in Rede stehenden Themas und für die Motive auf Seiten des Auslobers ermöglichen müssen. Es bedeutet auch, dass der Wettbewerbsmanager in der Lage sein muss, dem Auslober Entscheidungswege bereits vorzuzeichnen und ihn über mögliche Strategien und die Konsequenzen einzelner Entscheidungen zu beraten. An dieser Stelle mag der Begriff des Wettbewerbsmanagers oder -koordinators irreführend sein: Es handelt sich vielmehr auch um strategische Beratung, die unter anderem in die Vorbereitung und Koordination komplexer Vorgänge mündet – aber keineswegs darauf beschränkt ist.
Die Vorausbildung und Erfahrung als Architekt oder Stadtplaner ist sicher eine gute Grundlage, um darauf die Fähigkeiten zur Durchführung dieser speziellen Beratungsleistungen und fachtechnischen Vorgänge aufzubauen. Die Anforderungen gehen jedoch über das für Architekten und Planer übliche Profil deutlich hinaus: Die Beratungsinhalte setzen anwendbare betriebswirtschaftliche und juristische Kenntnisse sowie alle technischen und organisatorischen Fähigkeiten voraus, die in diesem Zusammenhang zur Anwendung kommen können.
Eine wichtige Voraussetzung zur Ausübung der Tätigkeit eines Wettbewerbsmanagers ist, mit allen fachlichen Fragen aus den Bereichen Architektur und Städtebau sowie mit der Rolle als Moderator zwischen den am Projekt beteiligten Parteien vertraut zu sein. Hinzu kommen Themen wie Bau- und Vergaberecht, kaufmännische und juristische Projektentwicklung, Grafik, Presse- und Öffentlichkeitsarbeit und IT-Logistik. Weitere Voraussetzungen sind persönliche Fähigkeiten wie Verhandlungsführung, Moderation und das Denken in komplexen technischen, wirtschaftlichen und politischen Zusammenhängen. In dieser Hinsicht unterscheidet sich diese Tätigkeit strukturell nicht wesentlich von anderen Beratungstätigkeiten, sie ist diesen in der Tat ähnlicher als konventionell verstandene Ingenieurstätigkeit.

## Honorierung
Die Tätigkeit eines Wettbewerbsmanagers entspricht eher der eines Unternehmensberaters als der eines planenden Architekten. Vor diesem Hintergrund kann die Art, wie das Honorar für diese Tätigkeit bestimmt wird, nicht, wie für planende Architekten und Stadtplaner üblich und für Deutschland durch die Honorarordnung für Architekten und Ingenieure definiert, in der Berechnung eines Prozentsatzes der zu erwartenden Baukosten resp. die Größe des Projektgebiets bestehen. Gängig ist stattdessen, eine am tatsächlichen Aufwand und an der zu erwartenden Komplexität des Projektes ausgerichtete Honorierung vorzusehen. Die Herleitung eines pauschalen Honorars – ggf. ergänzt um Mengenstaffeln oder Gleitklauseln für bestimmte Einzelaspekte (zum Beispiel Anzahl der erforderlichen Besprechungen oder die Anzahl der zu prüfenden Bewerbungen bzw. Entwürfe in der Vorprüfung) – kann in den allermeisten Fällen ohne Schwierigkeiten dargestellt werden.
Die konkrete Ermittlung des Honorars beruht also in erster Linie auf Erfahrungswerten des Wettbewerbsmanagers und einer Einschätzung des zu erwartenden Aufwands. Je nach Anspruch und Kompetenz des Wettbewerbsmanagers variieren demzufolge die Höhe des Honorars sowie der Umfang und die Qualität der erbrachten Leistung. Eine Aufstellung von Mindeststandards im Bereich des Wettbewerbsmanagements (im Sinne eines verbindlichen Leistungskatalogs) existiert nicht.
Im UIA Guide for International competitions in architecture and town planning wird im Anhang erläutert, das die Honorare der professional and technical advisor sowie etwaige weitere Berater z. B. für die Definition des Raum- und Funktionsprogramms, in Abhängigkeit vom Aufwand, der lokalen Situation ermittelt werden und Neben- und Reisekosten vom Auslober zu tragen sind.

## Vergabe der Leistungen des Wettbewerbsmanagers
Die Leistungen des Wettbewerbsmanagers werden, je nach gültigem Vergabe- und Haushaltsrecht, aufgrund der Höhe des Honorars nur bei großen Projekten offen ausgeschrieben. Zur Abgabe eines Angebots wird daher häufig nur eine begrenzte Anzahl von Wettbewerbsmanagern aufgefordert, die aufgrund ihrer Referenzen als geeignet gelten.
Zumal das konkrete Leistungsbild weder allgemein gültig definiert ist, und zudem in Abhängigkeit von Projekt und Verfahren abgepasst werden muss, wird das Leistungsbild i. d. R. nicht abschließend beschrieben. Stattdessen ist es Teil der Angebotslegung, das Leistungsbild zusammen mit einem Konzept für dessen Umsetzung abschließend zu konkretisieren. Die Vergabe sollte also nicht ausschließlich über die Höhe des Preisangebots erfolgen, sondern auch über Qualitätskriterien (quality based selection, QBS). Aufgrund des Charakters der Leistungen als Beratungsdienstleistung sind die persönlichen Kompetenzen der Mitglieder des geplanten Projektteams von gleicher Relevanz wie die allgemeine Erfahrung des Büros mit der Durchführung vergleichbarer Projekte. Somit ergeben sich in der Regel die drei Angebotsbestandteile, die zugleich Kriterien der Auswahl darstellen. Die Wichtung zwischen diesen Kriterien obliegt dem Auftraggeber, ratsam ist ein Fokus auf den ersten beiden Kriterien.
- Leistungsbild und Konzept
- Projektteam
- Honorarangebot

## Aufgaben des Wettbewerbsmanagers
Je nachdem wie weit das Projekt zum Zeitpunkt des Einstiegs des Wettbewerbsmanagers bereits entwickelt und abgestimmt ist, beinhaltet dessen Leistungsbild zunächst die strategische Beratung bei der Klärung grundsätzlicher Fragen:
- Projektziele ökonomische Ziele, Bedarfsdeckung
- Randbedingungen technische, politische und planungsrechtliche Konditionen
- Vergabeprozess welche Leistungen sollen durch welches Verfahren in welcher Zeit vergeben werden
- Kommunikation Einbindung der politischen und allgemeinen Öffentlichkeit sowie ausgewählten Interessenvertretern.

Dann folgen konkretere und ins Detail gehende Leistungen für die Durchführung des Verfahrens. Dabei ist der Wettbewerbsmanager nicht nur Organisator, sondern auch Moderator von inhaltlichen Abstimmungsprozessen insbesondere im Rahmen der Erstellung von Raum- und Funktionsprogrammen, und ggf. auch Initiator und Durchführender dieser Prozesse.
1. Klärung und Beschreiben der Situation und Planungsgrundlagen
2. Definition der Aufgabenstellung des Wettbewerbs
3. Erstellung der Wettbewerbsunterlagen (Broschüre, Pläne, Umgebungsmodell)
4. Beratung bei der Auswahl von Preisrichtern und Sachverständigen
5. Beratung bei der Entscheidung über die Art des Verfahrens
6. Formulierung und Abstimmung der formalen Bedingungen des Verfahrens
7. Veröffentlichung, ggf. Abwicklung eines Teilnahmewettbewerbs zur Auswahl der Teilnehmer
8. Dialog mit den Teilnehmern über schriftliche Rückfragen und in Kolloquien
9. Vorbereitung, Moderation und Dokumentation aller Veranstaltungen
10. Vorprüfung der eingereichten Entwürfe
11. Mitwirkung an der Sitzung des Preisgerichts
12. Ausstellung und Pressearbeit
13. Verhandlungsgespräche
14. Erstellung einer Projekthomepage für den Austausch von Informationen und Daten
15. Steuerung von Kosten und Terminen

### Klärung und Beschreiben der Situation und Planungsgrundlagen
Anlass der Beauftragung eines Wettbewerbsmanagers ist der mehr oder weniger geklärte Bedarf, ein Gebäude neu zu errichten, zu erweitern oder umzubauen, um einen bereits definierten, möglicherweise jedoch auch noch nicht differenziert beschriebenen Zweck zu erfüllen. Dieser Bedarf kann auch eine städtebauliche Dimension, eine landschaftsplanerische oder ingenieurtechnische sein, die Gestaltung eines Produkts oder einer Ausstellung betreffen oder z. B. die Entwicklung eines Kunstwerks.
So umfasst die Vorbereitung eines Wettbewerbs, je nach Aufgabenstellung, u. a. die Beschaffung vorhandener Unterlagen und Vorstudien zum Projekt und die Recherche aller Bedingungen des Ortes, des Grundstücks, seiner Beschaffenheit und Bebaubarkeit (Baugrund, Topografie, bestehende Bebauung, Leitungsbestand), die verkehrstechnische Erschließung, klimatische Bedingungen bis hin zur historischen Entwicklung des Standorts.
Bauprojekte bedürfen in der Regel einer Genehmigung – sei es durch die Verwaltung, die Regierung oder sonstige Beteiligte, deren Zustimmung, zumindest aber deren Wohlwollen für das Projekt erforderlich ist. Es ist erforderlich, die Genehmigungsfähigkeit oder die grundsätzliche Zustimmung dieser Instanzen zu befördern, indem die entsprechenden Personen oder Institutionen frühzeitig in den beschriebenen Prozess eingebunden werden. Somit ist die Vorbereitungsphase auch eine Diskussionsplattform, ein „Runder Tisch“. Das Ergebnis dieser frühzeitigen Einbindung ist in der Regel eine deutliche Vereinfachung des späteren Planungs- und Genehmigungsprozesses – und wird somit unmittelbar zu einem messbaren Erfolgsfaktor.
Teil dieses Leistungsbestandteils des Wettbewerbsmanagers ist erforderlichenfalls auch, im Interesse der Präzisierung der Aufgabenstellung, die bereits getroffenen Vorgaben des Auftraggebers zu hinterfragen. In jedem Fall ist seine Aufgabe die Prüfung der Vollständigkeit und Aktualität der Information und ggf. die Organisation von fehlenden Informationen.

### Definition der Aufgabenstellung des Wettbewerbs
Neben der Klärung der vorhandenen Situation umfasst die Leistung des Wettbewerbsmanagers die Klärung und Beschreibung der Ziele des Projekts. Dieses sind i. d. R. strategische, stadtplanerische, wirtschaftliche und funktionale Ziele. Um letztere zu beschreiben, ist der konkrete Bedarf zu klären, dem durch das Projekt begegnet werden soll – seien es die Verbesserung einer gestalterischen Situation, die Schaffung von Räumen, verkehrstechnische Lösungen etc.
Aus dem Bedarfsprogramm erstellt der Wettbewerbsmanager das Raumprogramm für den Wettbewerb bzw. ein Raum- und Funktionsprogramm. Es bildet in angemessen detaillierter Form den Bedarf in Flächen (Quadratmeter), etwaige technische Anforderungen (z. B. angestrebte Raumhöhen, bauphysikalische Anforderungen und Lichtbedingungen) ab, und beschreibt die gewünschten Beziehungen, die einzelnen Räume und Raumgruppen zueinander haben sollen. Der Prozess zur Erstellung dieser Programme erfordert umfassende Abstimmungen mit z. B. den Nutzern, Spezialplanern und ggf. die Recherche nach vergleichbaren Projekten und Normen und Richtlinien. Gegebenenfalls widersprechende Vorstellungen sind in einem Moderationsprozess aufeinander abzustimmen.
Letztlich ist es die Aufgabe des Wettbewerbsmanagers, diese Aufgabe verständlich und ohne Widersprüche zu formulieren und damit einen Konsens zwischen allen Beteiligten festzulegen.
Den Abschluss des Abstimmungsprozesses bildet das Preisrichterkolloquium, in dem sich alle Mitglieder des Preisgerichts ein erstes Mal versammeln, um die Inhalte der Auslobungsunterlagen zu diskutieren und als Konsenspapier zu beschließen. Die Vorbereitung, Moderation und Dokumentation der Veranstaltung und ggf. des Rahmenprogramms (Ortsbesichtigung) ist Aufgabe des Wettbewerbsmanagers.

### Erstellung der Wettbewerbsunterlagen
All das Wissen um die Rahmenbedingungen und Ziele des Projektes ist so zu formulieren und aufzubereiten, dass allen am Wettbewerb beteiligten Personen die Intention des Projektes deutlich wird und den am Wettbewerb beteiligten Planern die erforderlichen Unterlagen zur Bearbeitung der Aufgabenstellung zur Verfügung steht. Die Unterlagen werden allen am Wettbewerb Beteiligten zur Verfügung gestellt, ggf. als download über die Wettbewerbshomepage.

#### Auslobungsbroschüre
Das primäre Medium zur Kommunikation ist die Auslobungsbroschüre. Hier sind in Texten, Tabellen und Grafiken alle wesentlichen Aussagen zusammengefasst – ggf. in mehreren Sprachen. Da die Teilnehmer oftmals den Standort des Projektes nicht kennen und sie zudem die Aufgabenstellung möglichst schnell verstehen sollen, hat es sich als hilfreich erwiesen, die Inhalte möglichst eindeutig, das heißt in vielen Fällen grafisch darzustellen. Eine gut gestaltete Auslobungsbroschüre signalisiert die Bedeutung und den Anspruch des Projektes.

#### Planunterlagen
Ein wichtiger Teil der Auslobung sind die Planunterlagen, auf deren Basis die Wettbewerbsteilnehmer ihre Entwürfe erstellen sollen. Hier gilt es, das vorhandene Material zu sichten, zu ergänzen und zu einer schlüssigen, sinnvoll strukturierten Plandatei aufzubereiten. Letztlich dient dieses auch, um die Entscheidung im Wettbewerb auf Basis in sich schlüssiger und abgestimmter Grundlagen treffen zu können. 
Die oftmals bestehenden Widersprüche zwischen Plänen unterschiedlicher Quelle sind vor der Ausgabe der Unterlagen an die Teilnehmer auszuräumen. Es ist Teil der Verantwortung des Wettbewerbsmanagers, im Zweifelsfall zum Beispiel die Beauftragung einer Grundstücksvermessung zu veranlassen, um korrekte Vorgaben geben zu können. 

#### Umgebungsmodell

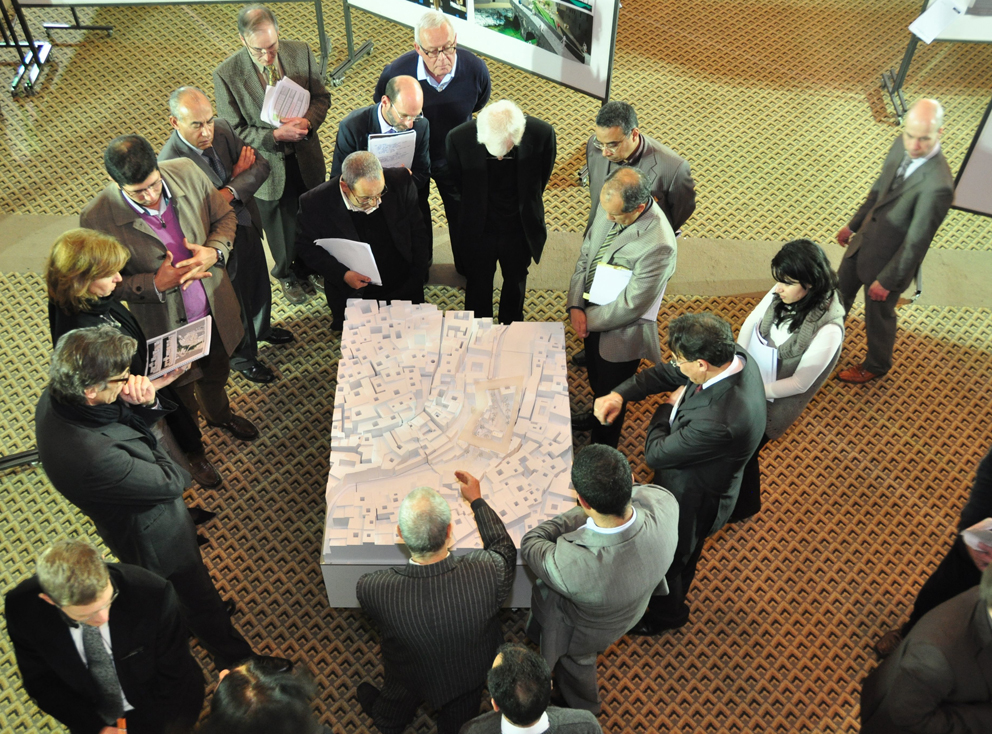
Nutzung des Umgebungsmodells in einer Preisgerichtssitzung in Fes

Ein wesentliches Instrument zur Darstellung der Entwurfsideen im Wettbewerb sind Modelle in entsprechendem Maßstab – bei Architekturwettbewerben i. d. R. im Maßstab 1:500, ggf. auch in 1:200, bei städtebaulichen Wettbewerben sind Modelle im Maßstab 1:1.000 und 1:500 üblich. Anhand der Modelle kann das Preisgericht die Entwürfe am besten in ihrer räumlichen Wirkung bewerten. Um auch den Kontext in diese Bewertung einfließen lassen zu können, also das bauliche Umfeld, die nähere Umgebung des Grundstücks, ist es üblich, dass ein Umgebungsmodell erstellt wird. Mit diesem wird die Topografie und Bebauung der Nachbarschaft dargestellt; für das den Wettbewerb betreffende Grundstück wird ein Loch im Modell belassen, in das die von den Teilnehmern eingereichten Modelle (Einsatzmodelle) passgenau eingefügt werden. Neben seiner Funktion in der Sitzung des Preisgerichts dient das Umgebungsmodell mit dem eingesetzten Modell des siegreichen Entwurfs bei der Vermittlung des Projekts in der Öffentlichkeit, insbesondere in der Ausstellung.
Die Organisation der Erstellung des Umgebungsmodells ist die Aufgabe des Wettbewerbsmanagers. Dazu sind folgende Teilleistungen erforderlich:
- Beratung des Auslobers bei der Abwägung von Größe und Maßstab des Modells, unter Einbeziehung der zu erwartenden Kosten für die Erstellung und etwaiger Transporte
- Erstellung der digitalen Planunterlagen für den Modellbauer
- Ausschreibung der Leistungen des Modellbauers und Beauftragung des geeigneten Bieters

### Beratung bei der Auswahl von Preisrichtern und Sachverständigen

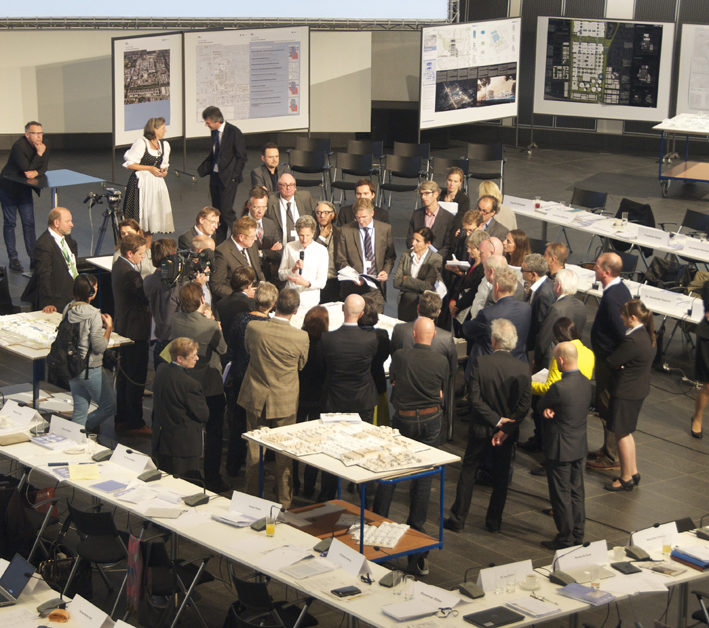
Preisgerichtssitzung bei einem Wettbewerb für das Forschungs- und Innovationszentrum der BMW AG in München

Die Erfahrung des Wettbewerbsmanagers trägt nicht zuletzt dazu bei, die für das betreffende Projekt richtigen Beteiligten – die Preisrichter, Sachverständigen und ggf. auch die Teilnehmer zu finden und eine für die verantwortungsvolle Tätigkeit angemessene Personengruppe zusammenzustellen. Die Neutralität als Berater – im Gegensatz zur Parteinahme oder gar zur Konkurrenz als Mitbewerber im selben Markt – eröffnet an dieser Stelle die erforderlichen Kontakt- und Kommunikationsmöglichkeiten. Der Wettbewerbsmanager darf nicht in einem Konkurrenzverhältnis zu anderen Beteiligten am Wettbewerb stehen, sondern versteht sich als Partner – zugunsten des Auftraggebers und zugunsten des Planungsprozesses mit dem Ziel der Optimierung des Projektes.

### Beratung bei der Entscheidung über die Art des Verfahrens
Es gibt eine Vielzahl unterschiedlicher Wettbewerbsarten – Architektenwettbewerbe stehen dabei stellvertretend für alle Arten von Wettbewerben zwischen Architekten, Landschaftsarchitekten, Stadtplanern und Ingenieuren. Je nach Bedeutung, Volumen, Komplexität und vergabe- bzw. wettbewerbsrechtlicher Situation kann das gewählte Verfahren an das Projekt angepasst werden. Hierbei steht der jeweilige Berufsverband der Architekten beratend zur Seite, in Deutschland ist dies in der Regel die Architektenkammer.
Es gilt zu entscheiden, ob und wie das Verfahren veröffentlicht wird, es gilt abzuwägen, wie viele Teilnehmer zugelassen werden und welche Qualifikation sie haben müssen – so kann zum Beispiel auch die Teilnahme von Arbeitsgemeinschaften mehrerer Berufsgruppen empfohlen oder gar gefordert werden. Weiterhin gibt es die Möglichkeit, den Ablauf in Phasen zu gliedern, was einen intensiveren Dialog innerhalb des Erkenntnis- und Abstimmungsprozesses ermöglichen kann. Und schließlich kann es bei komplexen Projekten hilfreich sein, die Anonymität zugunsten eines direkten Dialogs mit den Teilnehmern aufzugeben. Bei der Beratung und Auswahl gilt es, die rechtlichen Rahmenbedingungen, die für das Wettbewerbswesen im jeweiligen Land gelten, im Sinne des Projektes und aller Beteiligten sinnvoll auszuschöpfen.

### Formulierung und Abstimmung der formalen Bedingungen des Verfahrens
Die Aufgabe des Wettbewerbsmanagers ist es dann auch, die Bedingungen des Verfahrens verbindlich für alle Beteiligten zu formulieren und somit die Vertragsgrundlage des Wettbewerbs zu schaffen.
- Benennung der Beteiligten
- Erläuterung der Bedingungen des Verfahrens (Art des Verfahrens, Zustimmungsvermerk der Kammer, Teilnahmeberechtigung, Auswahlkriterien, Ausschlusskriterien, Preisgelder, Auftragsversprechen, Urheberrechte etc.)
- Liste der Wettbewerbsunterlagen
- Angaben zu den geforderten Leistungen
- Definition der Termine und Fristen

### Veröffentlichung, ggf. Abwicklung eines Teilnahmewettbewerbs zur Auswahl der Teilnehmer

#### Nichtoffener Wettbewerb
Im Rahmen der Teilnehmerauswahl für Architekturwettbewerbe geht es darum, Antwort auf die Frage zu erlangen, welche Planer für die Lösung der in Rede stehenden Aufgabe geeignet sind, welche Kriterien angesetzt werden können und welches Gremium ggf. die Auswahl der Teilnehmer trifft. Es ist leicht vorstellbar, dass in dieser Phase für den weiteren Projektverlauf entscheidende positive Weichenstellungen erfolgen oder aber entscheidende Fehler gemacht werden können. Daher, und um das Verfahren weder formal noch politisch nicht angreifbar zu machen, ist an diesem Punkt eine sorgfältige Beratung unabdingbar. Letztlich gilt es, für jedes Projekt ein angemessen großes, kompetentes und zugleich heterogen zusammengesetztes Teilnehmerfeld zu finden.
Zu beachten ist dabei das jeweils geltende Vergaberecht, das bei öffentlichen Ausloben in der Regel eine Veröffentlichung der Teilnahmemöglichkeit fordert. Die Auswahl erfolgt anschließend entweder durch Auslosung oder anhand der Anwendung vorab definierter Kriterien. Bei privaten Ausloben kann die Teilnehmerauswahl auch ohne Anwendung des für die öffentliche Hand verbindlichen Vergaberechts erfolgen; sie sollte jedoch nicht mit geringeren Anforderungen an die Transparenz und die Nachvollziehbarkeit des Auswahlprozesses und die Sorgfalt bei der Definition der Auswahlkriterien erfolgen. Um den Aufwand solcher Verfahren für alle Beteiligten angemessenen zu halten, empfiehlt es sich, klare Vorgaben für die Bewerber zu machen und die im Rahmen der Bewerbung um Teilnahme geforderten Leistungen in einem angemessenen Rahmen zu halten.
Die Aufgabe des Wettbewerbsmanagers ist die Steuerung des gesamten Ablaufs, beginnend bei der Beratung über die Vorgehensweise, der Definition von Kriterien der Auswahl, der Einrichtung von Formularen, der Annahme und Vorbereitung der Bewerbungen, der Moderation des Auswahlprozesses sowie dessen Dokumentation.

#### Offener Wettbewerb
Einen Sonderfall bildet der offene Wettbewerb, an dem jede Person mit entsprechender beruflicher Qualifikation teilnehmen kann. Hier gibt es keine Teilnehmerauswahl vor der Bearbeitung der Wettbewerbsaufgabe, die Auswahl des Gewinners findet in einem einzigen Schritt ausschließlich über die Qualität des eingereichten Entwurfs statt. Der offene Wettbewerb stellt somit die „Reinform“ des Wettbewerbs dar. In Europa erreichen diese Verfahren mitunter so hohe Teilnehmerzahlen, dass sie aufgrund des hohen Aufwands für alle Beteiligten nur unter besonderen Umständen vertretbar sind.
Die Aufgabe des Wettbewerbsmanagers bei offenen Wettbewerben begrenzt sich auf die ratsame Durchführung einer Registrierung derjenigen, die Interesse an einer Teilnahme haben, u. a. um mit den Teilnehmern zu kommunizieren – z. B. über die Beantwortung von Rückfragen oder zur Ausgabe zusätzlicher Unterlagen.

### Dialog mit den Teilnehmern über schriftliche Rückfragen und in Kolloquien

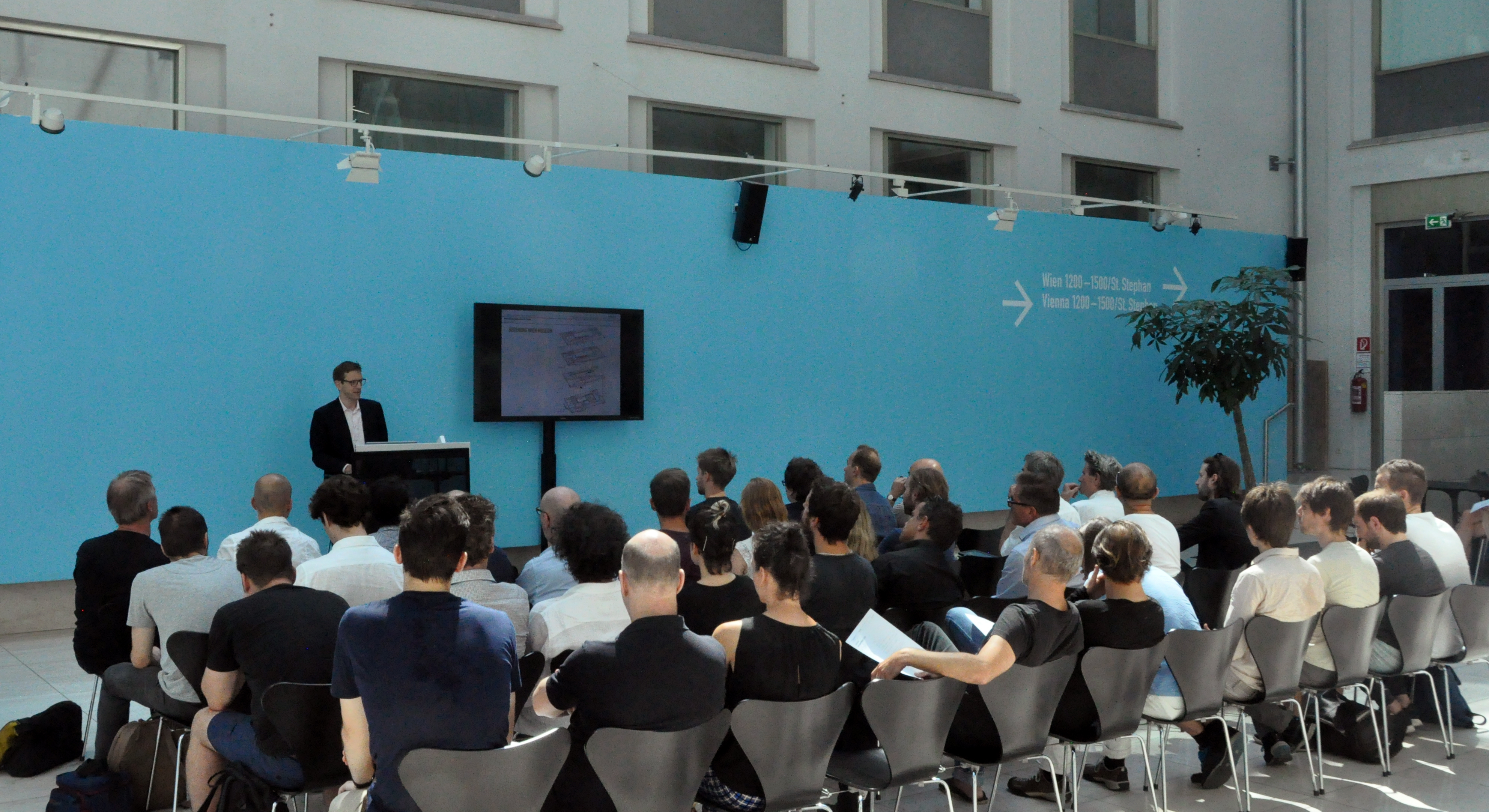
Teilnehmerkolloquium im Rahmen eines Wettbewerbs für das Wien Museum

Die Teilnehmer am Wettbewerb haben die Möglichkeit, Fragen und Aspekte des Projektes zur Diskussion zu stellen. Dieser Prozess hat einen doppelten Hintergrund. Zum einen geht es darum, allen Beteiligten ein maximales Verständnis des Projektes und seiner Rahmenbedingungen zu vermitteln, zum anderen wird an dieser Stelle deutlich, dass der Wettbewerb auch dazu dient, schon in dieser frühen Phase die Erfahrung und die Kreativität aller beteiligten Personen für das Projekt zu erschließen: Die Fragen und Anregungen sollen die Möglichkeit eröffnen, über einzelne Aspekte möglicherweise noch einmal nachzudenken, sie zu überdenken, sie ggf. zu ändern. Diese Dialogsituation wird traditionell im Rahmen eines Teilnehmerkolloquiums am Ort des Projektes hergestellt.
Zusätzlich können die Teilnehmer schriftlich Fragen einreichen. Hierzu hat sich eine Abwicklung über das Internet in einem Online-Forum bewährt, in dem die Teilnehmer über einen definierten Zeitraum hinweg Fragen einreichen können und dort auch die Antworten erhalten. Dies hat den Vorteil, dass auch Fragen, die sich erst während des Arbeitsprozesses ergeben, geklärt werden können. Wichtig ist, dass alle Teilnehmer einen identischen Informationsstand haben, daher werden alle Antworten und Klärungen protokolliert und so allen Beteiligten als weitere Arbeitsgrundlage zugänglich gemacht. Das Protokoll aller Fragen und Antworten wird somit Bestandteil der Aufgabenstellung selbst.
Bei kooperativen Wettbewerben kann im Rahmen des Teilnehmerkolloquiums auch eine Zwischenpräsentation der Teilnehmer ggü. dem Preisgericht und eine Diskussion der Lösungsansätze mit dem Ziel der vertieften Klärung der Aufgabenstellung stattfinden.

### Vorbereitung, Moderation und Dokumentation aller Veranstaltungen
Es ist Teil der Leistungen des Wettbewerbsmanagers, alle Veranstaltungen im Prozess vorzubereiten, zu moderieren und zu dokumentieren. Im Einzelnen beinhaltet dieses die Erstellung der Tagesordnung, die Organisation der Sitzungsräumlichkeiten sowie deren Möblierung und eine Sitzordnung, die Erstellung von Tischvorlagen und Präsentationen, die Moderation und Protokollierung.

### Vorprüfung der eingereichten Entwürfe
Bevor die Jury über die eingereichten Entwürfe entscheiden kann, folgt eine weitere für den Projekterfolg wichtige Arbeitsphase, die Vorprüfung. Sie dient der Vorbereitung der Preisgerichtsentscheidung und damit einer wesentlichen strategischen Entscheidung für den Auslober. Das Niveau aller vorbereitenden Schritte muss demzufolge der Komplexität und der Bedeutung der zu treffenden Entscheidung sowie dem Anspruch des Auslobers an die Qualität der Entscheidungsprozesse entsprechen.
Die Sitzungszeit des Preisgerichts reicht nicht aus, um alle Teilaspekte mit hinreichender Genauigkeit während der Sitzung zu prüfen. Die Mitarbeiter der Vorprüfung, i. d. R. Mitarbeiter de Wettbewerbsmanagers, erhalten stattdessen ausreichend Zeit, um, in Zusammenarbeit mit Sachverständigen, eine präzise Prüfung der eingereichten Wettbewerbsarbeiten, die „Vorprüfung“, vorzunehmen. Ziel der Vorprüfung ist es, neutral und mit der erforderlichen Intensität zu prüfen, ob bzw. wie und in welchem Maße die vom Auftraggeber geforderten Spezifikationen des Projektes umgesetzt wurden. Alle Prüfergebnisse werden in einem Bericht der Vorprüfung zusammengefasst, der dem Preisgericht vorgelegt wird.
Neben der Auswahl des Verfahrens und der Beteiligten (Teilnehmer, Juroren, Sachverständige) sowie der präzisen Beschreibung der Aufgabenstellung ist die Vorprüfung das vierte entscheidende Element für einen erfolgreichen Wettbewerb. Dieses Tätigkeitsfeld kann einen wesentlichen Teil des Auftragsvolumens eines Wettbewerbsmanagers ausmachen und bedingt in einem kurzen Zeitraum den größten Personalaufwand im Prozess. Das Projektteam setzt sich zusammen aus einem Koordinator der Vorprüfung, dem Team zur formalen Prüfung, den Vorprüfern, die die gleiche Qualifikation wie die Wettbewerbsteilnehmer haben sollten, sowie den Assistenten, die die quantitative Prüfung durchführen.
Gemäß Richtlinie für Planungsleistungen (RPW 2013), Anlage IV, ist der Regelablauf der Vorprüfung wie folgt definiert
1. Kontrolle der fristgemäßen Ablieferung der Wettbewerbsarbeiten
2. Anlegen und Aufbewahren der Sammelliste zusammen mit den Briefumschlägen mit den Namen der Wettbewerbsteilnehmer
3. Öffnen der Wettbewerbsarbeiten
4. Überkleben der Kennzahlen durch Tarnzahlen
5. Anlegen von Prüflisten
6. Prüfen der Wettbewerbsarbeiten auf: Erfüllung der formalen Wettbewerbsforderungen; Erfüllung des Programms; Einhaltung der nach Art und Umfang quantifizierbaren Beurteilungskriterien; Einhaltung baurechtlicher Festlegungen
7. Prüfen aller geforderten Unterlagen (Rauminhalt, Flächen, Nutzungswerte, technische Berechnungen, Kostenangaben etc.) sowie sonstiger als bindend bezeichneter Vorgaben des Auslobers
8. Kennzeichnen und Absondern nicht prüfbarer Arbeiten und von Mehrleistungen
9. Fertigen der Niederschrift über das Ergebnis der Vorprüfung
10. Vervielfältigen der ausgefüllten Prüflisten für alle Preisrichter
11. Vorschläge für die Zulassung der Wettbewerbsarbeiten
12. Aufhängen der Wettbewerbsarbeiten

In der Praxis lässt sich der Ablauf der Vorprüfung besser durch die folgenden Teilprozesse darstellen:
1. Die Entgegennahme und formale Prüfung und ggf. erforderlichen Anonymisierung der Wettbewerbsbeiträge bis zur Reparatur von beim Transport beschädigten Modellen.
2. Die qualitative Prüfung quantifizierbarer und objektivierbarer Kriterien, wie zum Beispiel Flächen, Volumen, funktionale Zusammenhänge oder die Einhaltung rechtlicher Vorschriften, um nur einige Beispiele zu nennen.
3. Die qualitative Prüfung nicht quantifizierbarer Aspekte, wie zum Beispiel städtebauliche Einordnung, gestalterische Elemente des Entwurfs und die funktionale Organisation.
4. Die Einbeziehung von Sachverständigen zur Begutachtung von Teilaspekten im Vorfeld der Sitzung des Preisgerichts.
5. Die Erstellung des Vorprüfberichts zur Darstellung aller Prüfergebnisse.

#### Entgegennahme und formale Prüfung
Nach einem angemessenen Zeitraum zur Bearbeitung der Aufgabe, dies sind i. d. R. acht bis zwölf Wochen, senden die Wettbewerbsteilnehmer die geforderten Unterlagen (Pläne, Modelle, Formulare und Texte sowie Dateien) per Post oder Kurier an die Vergabestelle, also i. d. R. beim Büro des Wettbewerbsmanagers. Ein wesentlicher Grundsatz von Wettbewerben ist die Anonymität, also die Unkenntnis der Preisrichter über die Zuordnung der Entwürfe zu den Teilnehmern. Dazu erfolgt auch Abgabe anonym, das heißt jedes eingereichte Dokument, also auch die Verpackungen, trägt eine Kennnummer, keinen Namen. Mit der Arbeit wird in einem verschlossenen Kuvert eine Verfassererklärung abgegeben. Diese Erklärung gibt Aufschluss über die Zuordnung des Projekts mit der betreffenden Tarnnummer zu dessen Verfasser und damit über die Urheberschaft des Projektes. Die Kuverts werden unter Verschluss genommen und erst nach der abschließenden Entscheidung geöffnet.
Die Aufgabe der Vorprüfung, und somit i. d. R. des Wettbewerbsmanagers, ist nach der Entgegennahme der Unterlagen zunächst deren formale Prüfung.
- Wahrung der Abgabefristen
- Einhaltung der Anonymität in den Unterlagen
- Vollständigkeit der Unterlagen

Darüber hinaus beinhaltet dieser organisatorische Teil der Vorprüfung auch die ggf. erforderliche Reparatur der von den Teilnehmern eingereichten, beim Transport beschädigten Modelle sowie die Modellfotografie durch einen professionellen Fotografen.

#### Qualitative Prüfung quantifizierbarer und objektivierbarer Kriterien
Der eine Teil der qualitativen Vorprüfung betrifft die quantifizierbaren Kriterien, also die „messbaren“ Komponenten. Dieses sind zunächst die Größen der mit dem Entwurf vorgeschlagenen Lösung, also seine Flächenkennwerte (i. d. R. Bruttogrundfläche BGF, Nettogrundfläche NF sowie die Grundflächenzahl GRZ und Geschossflächenzahl GFZ), die Volumen (Bruttorauminhalt BRI), ggf. Oberflächen (Hellflächen) und die Anzahl von Räumen etc. Festgestellt wird, inwiefern diese in dem betreffenden Entwurf mit den Vorgaben übereinstimmen und wie diese im Vergleich zu den anderen Entwürfen ist.
Die von den Teilnehmern eingereichten Pläne und Datenblätter werden hierzu zumindest auf ihre Plausibilität geprüft und in Stichproben nachgemessen. Die Ergebnisse dieses Teils der Vorprüfung werden im Vorprüfbericht in Tabellen und Diagrammen zusammengefasst.

#### Qualitative Prüfung nicht quantifizierbarer Aspekte
Der zweite Teil der qualitativen Vorprüfung betrifft die fachliche Prüfung der eingereichten Entwürfe hinsichtlich ihrer nicht-quantifizierbaren Eigenschaften. Je nach Aufgabenstellung betrifft dieses z. B. die Prüfung der Erfüllung geforderter funktionaler Zusammenhänge und Einhaltung baurechtlicher und planungsrechtlicher Vorschriften. Des Weiteren beinhaltet dieser Schritt das Studium der dem Entwurf zugrunde liegende Idee in Bezug auf Gestaltung und Raumbildung, um diese im Vorprüfbericht zusammenfassend zu erläutern.
Die Ergebnisse dieser Prüfung werden textlich und ggf. grafisch im Vorprüfbericht zusammengefasst und dem Preisgericht in dessen Sitzung durch die Vorprüfer vorgetragen.
Jeder einzelne der anderen genannten Punkte der Vorprüfung könnte möglicherweise auch von Vertretern anderer Disziplinen geleistet werden, Kaufleuten, Juristen und Grafikern. Die Immobilienprojekten eigene Komplexität lässt jedoch einen angemessenen Umgang mit den zur Verfügung stehenden Informationen nur dann zu, wenn die mit der Vorprüfung befassten Personen fachlich in der Lage sind, diese Komplexität auch verarbeiten zu können, wozu die gleiche Qualifikation wie die von den Teilnehmern geforderte erforderlich ist – also i. d. R. die eines Architekten oder Stadtplaners.

#### Einbeziehung der Sachverständigen
Die Aufgabe der Sachverständigen ist die Beratung des Auslobers und der Preisrichter in einzelnen, in der Regel technischen Teilaspekten. Um im Rahmen der Sitzung des Preisgerichts im Entscheidungsprozess eine fundierte Aussage über die eingereichten Entwürfe geben zu können, ist es zweckdienlich, die für das Verfahren benannten Sachverständigen, zum Beispiel Tragwerksplaner, Brandschutzexperten u. a.m., bereits im Rahmen der Vorprüfung zur Beurteilung dieser Themenkomplexe einzubeziehen.
In einem kompakten Sachverständigentermin begutachten sie alle eingereichten Entwürfe nach den Kriterien ihrer Expertise und erstellen einen Bericht. Diese Aussagen werden Bestandteil des Vorprüfberichts. Das Ergebnis fließt somit in die Beurteilung des Preisgerichts ein; bei Rückfragen der Preisrichter stehen die Sachverständigen i. d. R. auch persönlich für Erläuterungen zu ihren Einschätzungen zur Verfügung.

#### Erstellung des Vorprüfberichts
Der Vorprüfbericht, eine allen Mitgliedern des Preisgerichts zu Beginn von deren Sitzung in gedruckter Form vorgelegte Broschüre, beinhaltet alle Ergebnisse der Vorprüfung. Dieser Vorprüfbericht dient einerseits dem Preisgericht als Arbeitsgrundlage bei der Bewertung, andererseits stellt er zugleich eine Dokumentation der eingereichten Entwürfe dar.
Bestandteile des Vorprüfberichtes sind:
- Bericht der formalen Prüfung
- Bericht über die Einbindung von Sachverständigen
- Gegenüberstellungen von Kennwerten
- Einzelberichte zu allen Entwürfen mit dem Text der Vorprüfung zur Erläuterung des jeweiligen Entwurfs, den Ergebnissen der quantitativen Prüfung, Modellfotos, Reproduktionen der Darstellungen des Verfassers und etwaigen anderen Analysen der Vorprüfung

### Mitwirkung an der Sitzung des Preisgerichts (Entscheidungsgremium)

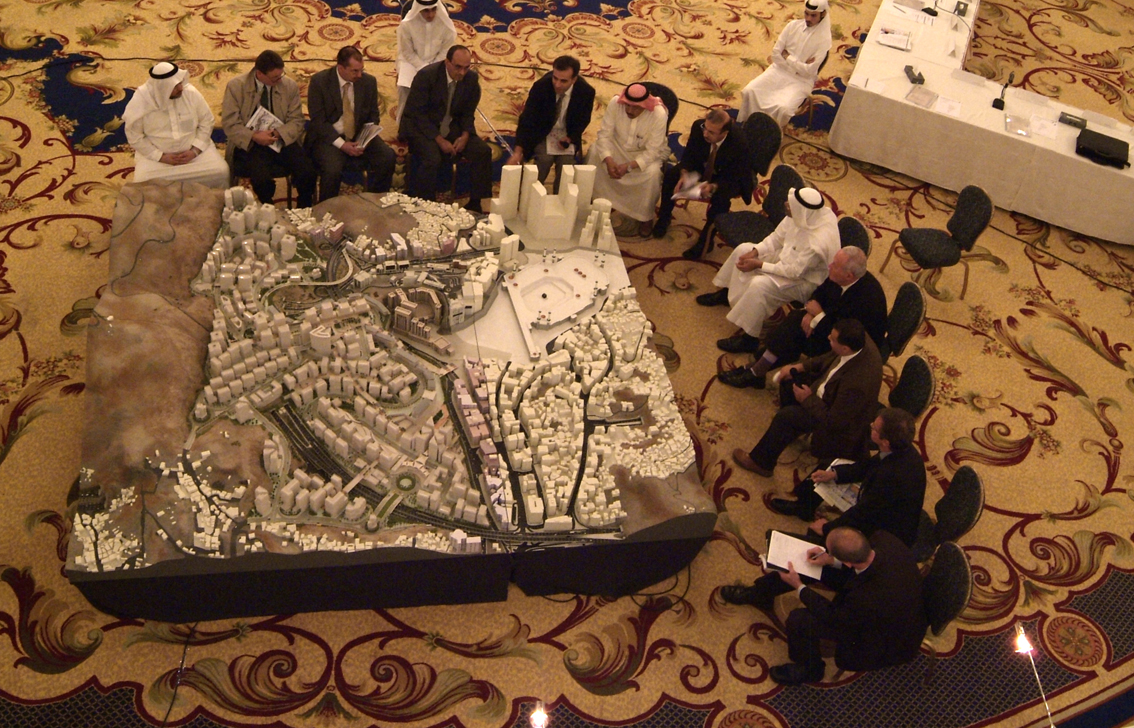
Sitzung des Preisgerichts im Rahmen eines städtebaulichen Wettbewerbs für ein Projekt in Mekka, Saudi-Arabien

Grundsätzlich teilt sich das Preisgericht in zwei Gruppen. Es sind dies zum einen die Sachpreisrichter, die in der Regel überwiegend vom Auslober des Wettbewerbs gestellt werden. Es sind diejenigen Preisrichter, deren Blick auf das Projekt eher von der Sache, das heißt der Funktion und Nutzung geprägt ist. Bei einem Krankenhausprojekt wären dies sicher Mediziner und der ärztliche Leiter, bei einem Produktionsgebäude die für die Produktion und die Logistik verantwortlichen Personen. Hinzu kommen häufig kommunale oder staatliche Vertreter. Die Aufgabe des Wettbewerbsmanagers ist es, darauf hinzuwirken, dass möglichst alle Parteien, deren Integration aus strategischen Gründen wichtig ist, beteiligt werden.
Da es sich um eine planerische Aufgabenstellung handelt, wird die Gruppe der Sachpreisrichter um eine zweite Gruppe von Fachleuten ergänzt, die den Auslober in seiner Entscheidung fachlich berät und die zugleich eine fachlich qualifizierte Entscheidung gewährleistet – die Fachpreisrichter. Diese sollen mindestens eine der Qualifikation der Teilnehmer vergleichbare Qualifikation haben. In diesem Zusammenhang ist es üblich, dass die Zahl der Fachpreisrichter größer ist als die der Sachpreisrichter, um im Zweifelsfall (Dissens) eine Entscheidung aus dem Blickwinkel der Architekten und Planer zu gewährleisten. Dies ist zunächst eine vor dem Hintergrund des deutschen Vergaberechts zu verstehende Regelung. Grundsätzlich ist es wichtig, das Gremium so zusammenzustellen, dass eine sachgerechte Entscheidung unterstützt wird und im Weiteren die Diskussion und die Entscheidung so zu gestalten, dass es zu einem Dissens zwischen Fach- und Sachpreisrichtern gar nicht erst kommt. Dies zu gewährleisten ist eine der Aufgaben des Vorsitzenden des Preisgerichts und des Wettbewerbsmanagers. 
Im Rahmen der Sitzung des Entscheidungsgremiums werden die eingereichten Entwürfe zunächst von den Vorprüfern vorgestellt und die Ergebnisse der Vorprüfung erläutert. Sind alle Arbeiten vorgestellt und erklärt, folgt eine Diskussion über das Gesehene und über die Entscheidungskriterien, die dann in eine erste Abstimmungsrunde mündet. Entwürfe, die in dieser Abstimmungsrunde keinen Fürsprecher finden, werden aussortiert, die verbleibenden Arbeiten in weiteren Rundgängen einer immer intensiveren Prüfung und Diskussion unterzogen.
Die im Entscheidungsprozess verbliebenen Entwürfe bilden die „engere Wahl“, die Gruppe aller Entwürfe, die mit einem Preis oder Ankauf ausgezeichnet werden. Vor der abschließenden Entscheidung über die Rangfolge der Entwürfe, die als preiswürdig anerkannt wurden, wird durch die Preisrichter zu jeder der Arbeiten der engeren Wahl ein schriftlicher Bericht verfasst, der die Stärken und Schwächen der Arbeit herausarbeitet. Dann folgt die abschließende Diskussion mit der Abstimmung über die Rangfolge der Arbeiten und somit über den Gewinn des Wettbewerbs. Da es nicht nur um die Ehre zu gewinnen geht, sondern auch um einen in der Regel lukrativen Planungsauftrag, ist spätestens in dieser Phase des Wettbewerbs ein hohes Geschick des Vorsitzenden des Preisgerichts als Moderator, als Diplomat und nicht zuletzt auch als Sachwalter der Interessen des Auftraggebers aber auch der teilnehmenden Kollegen gefragt. Es wird deutlich, dass für diese Aufgabe nur sehr erfahrene Architekten in Frage kommen. Auch hier spielt der Wettbewerbsmanager als „zweiter“ Moderator und als weitere Vertrauensperson des Auslobers eine wichtige Rolle.
Nachdem die Entscheidung für das beste Projekt getroffen worden ist, wird die Anonymität der Teilnehmer aufgehoben, indem die Kuverts mit den Verfassererklärungen geöffnet und die Namen der Verfasser verlesen werden. Mit diesem Schritt ist in der Regel die Sitzung des Entscheidungsgremiums beendet. Über den gesamten Sitzungsverlauf wird ein Protokoll gefertigt, das die Resultate der Abstimmungen, den Diskussionsverlauf in seinen wesentlichen Punkten und die schriftlichen Bewertungen enthält. Dieses Protokoll wird von allen Preisrichtern unterschrieben und im Nachgang der Sitzung allen Beteiligten zur Verfügung gestellt. Hinzu kommt eine Dokumentation aller eingereichten Entwürfe und der Ergebnisse der Vorprüfung, die ebenfalls alle Beteiligten erhalten.
Dies erfolgt vor dem Hintergrund, die Entscheidung allen Beteiligten möglichst transparent und nachvollziehbar zu machen, um somit die Akzeptanz für die getroffene Entscheidung zu erhöhen.

### Ausstellung und Pressearbeit

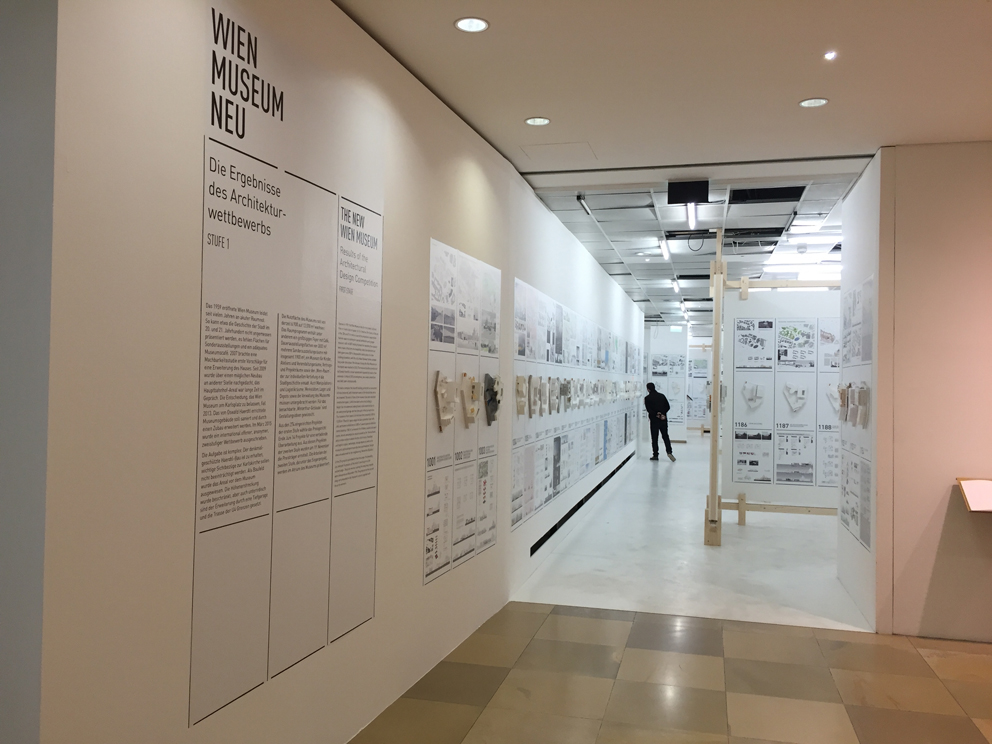
Ausstellung im Rahmen des Architekturwettbewerbs für das Wien Museum

Die öffentliche Ausstellung alle zum Wettbewerb eingereichten Entwürfe und die Information über die Entscheidung des Preisgerichts drückt zunächst den Respekt vor dem Einsatz und der Leistung aller teilnehmenden Büros aus, indem verdeutlicht wird, dass nicht nur die Preisträger eines Wettbewerbs, sondern alle Teilnehmer Beiträge zur Entwicklung des Projektes und zur Diskussion im Rahmen des Preisgerichts vorgelegt haben. Zudem dient sie der Schaffung von Akzeptanz für das Projekt. In der Regel wird die Ausstellung ergänzt durch Veröffentlichungen in Fachzeitschriften und eine Darstellung des Ergebnisses auf der Projekthomepage.
Die Aufgabe des Wettbewerbsmanagers ist die Organisation der Ausstellung, darin u. a. die Kennzeichnung der Entwürfe mit den Namen der Verfasser sowie die Zusammenstellung der Unterlagenfür die Presse und die Unterstützung des Ausloben bei der ggf. einberufenen Pressekonferenz. Um der Ausstellung den gewünscht umfassenden Informationsgehalt zu verschaffen, ist es hilfreich, diese mit zusätzlichen Informationsplakaten über Anlass und Ziel des Wettbewerbs, den Ablauf des Verfahrens etc. auszustatten. Bei aufwändigen Ausstellungen werden z. B. die Pläne der Teilnehmer neu gedruckt, um eine einheitliche Druck- und Papierqualität zu erreichen, oder Bildschirme mit Bildern und Filmen von den Veranstaltungen des Verfahrens aufgestellt, die wiederum durch den Wettbewerbsmanager erstellt werden.

### Verhandlungsgespräche
Nach Wettbewerben wird entweder nur mit dem Verfasser des mit dem 1. Preis ausgezeichneten Entwurfs, oder mit allen Preisträgern über die Beauftragung weiterer Planungsleistungen verhandelt. Bei öffentlichen Auftraggebern erfolgen diese Verhandlungen in Deutschland auf Basis der VgV, der Vergabeverordnung bzw. Verordnung über die Vergabe öffentlicher Aufträge. Der Wettbewerbsmanager kann auch im Rahmen dieser Verhandlungen Aufgaben des Ausloben übernehmen, z. B.:
- Vorbereitung, Abstimmung und Erstellung der Formulare
- Erstellung der Bestandteile der Angebotsunterlagen, u. a. Mitwirkung bei der Formulierung der Leistungsbeschreibung für den Vertrag
- Versenden der Aufforderung zur Angebotsabgabe
- Bieterfragen entgegennehmen, Antwortvorschlag erarbeiten und abstimmen sowie Antworten versenden
- Vorbereitende Wertung der Angebote nach formalen Anforderungen
- Vorbereitung Verhandlungsgespräche inkl. Terminierung, Einladung
- Moderation und Protokollierung der Verhandlungsgespräche
- Absage- und Zusageschreiben

### Erstellung einer Projekthomepage für den Austausch von Informationen und Daten
Die vom Wettbewerbsmanager koordinierte Projekthomepage dient mit mehreren Modulen für die Kommunikation zwischen Beteiligten am Verfahren:
- Bekanntmachung des Verfahrens ggü. der allgemeinen Öffentlichkeit und um Fachleute für eine Teilnahme zu interessieren
- Information über das Projekt mit Plänen und Bildern
- Abwicklung der Teilnahmewettbewerbs mit online Formularen zur Eingabe von Informationen über die Bewerber (sofern relevant)
- Möglichkeit zur Registrierung bei offenen Wettbewerben
- Möglichkeit für die Bewerber und Teilnehmer zur Eingabe von Rückfragen und Darstellung von deren Beantwortung
- Bereitstellung von Dateien
- Online-Ausstellung mit dem Ergebnis des Verfahrens

### Steuerung von Kosten und Terminen
Für die Dauer seiner Beauftragung ist es die Aufgabe des Wettbewerbsmanagers, die Termine zu koordinieren. Dieses erfordert zunächst die Aufstellung eines Rahmenterminplans, der in den Gesamtprojektterminplan integriert werden kann, in dem wiederum der Zeitablauf bis zur Realisierung des Projekts konzipiert und verfolgt wird. Sobald die Preisrichter gewählt wurden, ist die Abstimmung der Termine der Veranstaltungen die wichtigste Aufgabe des Wettbewerbsmanagers. Im Fall von Verzögerungen im Projekt, ist die Fortschreibung ebenfalls Aufgabe des Wettbewerbsmanagers.
Auch die Kostensteuerung erfordert zunächst die Aufstellung einer Gesamtkostenschätzung für das Verfahren. Neben der Wettbewerbssumme (Preise und Aufwandsentschädigung) sind dieses insbesondere die Kosten für die Mitwirkung der Preisrichter und Sachverständigen, Veranstaltungskosten, Druck- und Modellbaukosten sowie ggf. Reisekosten. Zumal sie bei mittelgroßen und großen Projekten die größte Position ist, ist die Kalkulation der Wettbewerbssumme wichtigster Bestandteil der Aufgaben des Wettbewerbsmanagers. Im Verlauf des Verfahrens sind dann die Fortführung der Gesamtkostenschätzung anhand der realen Kosten sowie die Rechnungsprüfung Aufgaben des Wettbewerbsmanagers.